# Joseph-Theodor Blank
Joseph-Theodor Blank,  (* 19. März 1947 in Lüdenscheid) war von 1983 bis 2002 Mitglied des Deutschen Bundestages. Er wurde stets für die Christlich Demokratische Union Deutschlands (CDU) über ein Direktmandat im Wahlkreis Mettmann I gewählt.

## Leben
Joseph-Theodor Blank wuchs im ehemaligen Stadtteil Erkraths in Unterbach auf und war zunächst Kreisvorsitzender der Jungen Union im Kreis Mettmann. Als Unterbach 1975 nach Düsseldorf eingemeindet wurde, zog er nach Alt-Erkrath um und verblieb somit im Kreis Mettmann. Dort gewann er 1983 in Nachfolge des ehemaligen Bundesverteidigungsministers Gerhard Schröder erstmals den Bundestagswahlkreis Mettmann I für seine Partei wieder direkt und zog so in den Deutschen Bundestag ein, dem er von der 10. bis zum Ende der 14. Legislaturperiode im Jahr 2002 angehörte. Hier leistete er Pionierarbeit auf dem Gebiet des Datenschutzes und bei der Nichtausgrenzung HIV-Infizierter. Innerhalb der CDU wurde er Kreisvorsitzender im Kreise Mettmann, Bezirksvorsitzender des Bezirks Bergisches Land sowie Hauptgeschäftsführer der Kommunalpolitischen Vereinigung.
Blank machte nach dem Studium der Rechts- und Staatswissenschaften sein Referendar- und Assessorexamen. Anschließend folgte die Promotion zum Dr. jur. und von 1972 bis 1975 eine Tätigkeit als wissenschaftlicher Mitarbeiter am Institut für Staatsrecht der Universität zu Köln. Blank war von 1976 bis 1983 Mitglied der Geschäftsführung des Deutschen Städte- und Gemeindebundes. Nach seiner Wahl in den Deutschen Bundestag 1983 war er als selbstständiger Rechtsanwalt tätig. Zudem arbeitete er als Honorarprofessor für Staats- und Verfassungsrecht an der Fachhochschule für öffentliche Verwaltung Nordrhein-Westfalen. Als Präsident der Deutschen Gesellschaft für Freizeit setzte er sich gegen eine durchgängige Kommerzialisierung der Gesellschaft ein. Zudem war er Mitglied in der Nordatlantischen Versammlung, Vorsitzender des Vorstands der Vereinigung der Helfer und Förderer des Technischen Hilfswerkes in Nordrhein-Westfalen e.V., Gelsenkirchen sowie Vorstandsmitglied der THW-Stiftung, Berlin.
2004 wurde Blank vom Rundfunkrat der Deutschen Welle (DW), dem er zuvor viele Jahre als stellvertretender Vorsitzender angehört hatte, zum Gründungspräsidenten der Deutschen Welle Akademie berufen. Seit 2008 gehört Blank als externer Berater dem Akademieausschuss der DW als Mitglied an.
Auf das Wohnhaus seiner Familie in Erkrath, in dem Blank heute noch lebt, wurde 1995 ein Sprengstoffanschlag durch die Antiimperialistischen Zellen (AIZ) verübt. Der Schaden am Wohnhaus wurde mit 60.000 DM beziffert, es gab keine Verletzte.

## Familie
Joseph-Theodor ist ein Neffe des ersten Verteidigungsministers der Bundesrepublik Deutschland, Theodor Blank, und ein Sohn des deutschen Politikers Joseph Blank.

## Ehrungen und Auszeichnungen
- 2007 Verdienstorden des Landes Nordrhein-Westfalen
- 2006 Ehrenzeichen des Technischen Hilfswerks (Ehrenkreuz in Gold)
- 1996 Verdienstorden der Bundesrepublik Deutschland (Bundesverdienstkreuz 1. Klasse)
- 1990 Verdienstorden der Bundesrepublik Deutschland (Bundesverdienstkreuz am Bande)